# オリバー・ストーン
- オリヴァー・ストーン

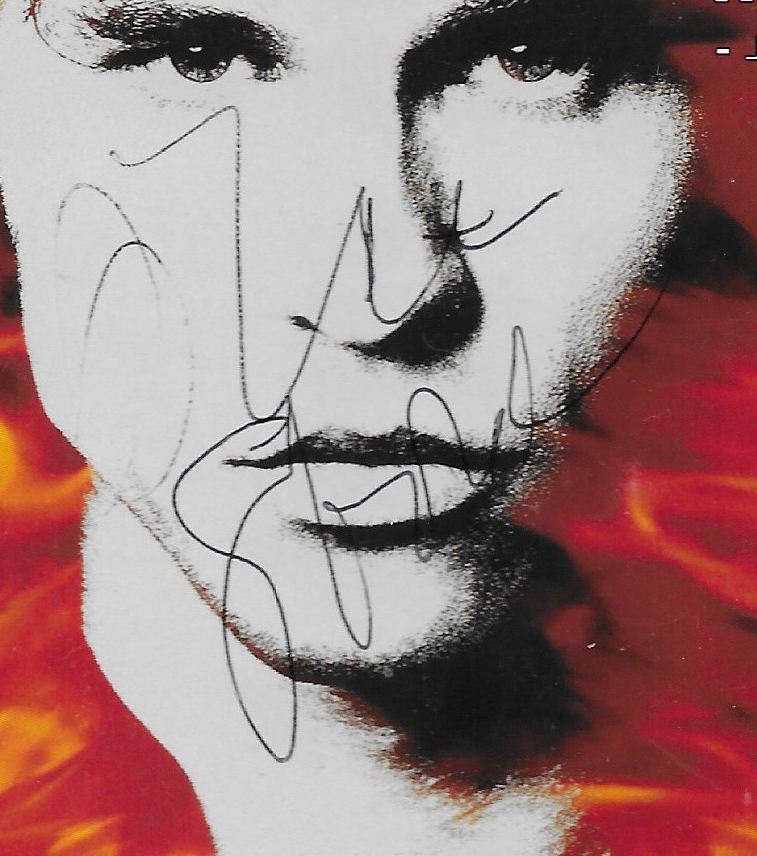
サイン

オリバー・ストーン（Oliver Stone、1946年9月15日 - ）は、アメリカ合衆国の映画監督、映画プロデューサー、脚本家。
ベトナム帰還兵である自身の1年間の実体験を活かし、ベトナム戦争とそれが人間に与えた影響を描いた『プラトーン』で一躍有名になった。

## 経歴
ニューヨーク州ニューヨーク市出身。父ルイスはウォール街で成功を収めたユダヤ系の株式仲買人で、母はフランス系のカトリック教徒であった。折衷案として米国聖公会で育つ（しかし、のちに仏教徒となった）。イェール大学で1年間学ぶが、中退してベトナム共和国に赴き、英語を教えるなどして半年程過ごす。帰国後復学するが、再び中退している。
1967年からアメリカ合衆国陸軍に従軍し、ベトナム戦争を経験。空挺部隊に所属し、LRRPと呼ばれる偵察隊に加わっていた。この任務は特殊部隊的な側面を持ち、死傷率がもっとも高かった部隊のひとつである。
除隊後にニューヨーク大学でマーティン・スコセッシに師事し映画制作を学んだが、しばらくはシナリオが売れないなどスランプの時期が続いたが、1974年にホラー映画『邪悪の女王』（日本ではVHSスルー、原題：Seizure、あるいはQueen of Evil）で長編監督デビュー。脚本を担当した1978年の『ミッドナイト・エクスプレス』で、アカデミー脚色賞を受賞。『コナン・ザ・グレート』（82）、『スカーフェイス』（83）などの脚本で頭角を現す。
『プラトーン』『7月4日に生まれて』の2作品でアカデミー監督賞を2度受賞する。その他の代表作には『ウォール街』『JFK』『天と地』『ナチュラル・ボーン・キラーズ』『ニクソン』『スノーデン』など。
特に『プラトーン』は、自身のベトナム戦争での体験がベースになっていると言われ、戦争という異常な状況下で人間はいかに醜く残酷になるか、そしていかに戦争が非人道的なものであるかを痛烈に訴えている。これらの作品についてはアメリカ国内では賛否が大きく、特にオリバー・ストーンと同じ世代ではその傾向が顕著である。
日本への来日の際、ストーンは広島市・長崎市・沖縄県を訪れ、原爆資料館や米軍基地反対の沖縄住民の元を訪れた。沖縄ではジャーナリストのジョン・ミッチェルが同行した。
2017年、米国家安全保障局の盗聴を告発したエドワード・スノーデンを描いた映画『スノーデン』が公開された際、「日本や韓国、北大西洋条約機構（NATO）などアメリカの同盟国と言われる国々は、僕は現実には同盟国ではなく "アメリカに人質を取られた国" だと思っている」と語った。

## 人物
『JFK』『ニクソン』『ブッシュ』と現職・元アメリカ合衆国大統領をテーマにした映画を3本製作している。
映画監督を志す前は、19歳の時に小説を書いたりもした。
私生活では3度の結婚歴があり、2度目の妻エリザベス（1993年に離婚）は『トーク・レディオ』『ドアーズ』『JFK』および『天と地』で "Naijo no Ko（内助の功）"とクレジットされた。1984年に生まれた息子は、俳優となって父の作品に出演している。
2008年アメリカ合衆国大統領選挙では民主党候補のバラク・オバマ候補を支持していた。2012年アメリカ合衆国大統領選挙の時は共和党から出馬していたリバタリアンのロン・ポール候補を支持していたが、ミット・ロムニーが共和党指名を勝ち取った為、オバマ支持に回った。2016年はバーニー・サンダースとジル・スタインを支持した。2024年アメリカ合衆国大統領選挙の前に行われている、ドナルド・トランプに対する訴追については「政治的なもの」と批判しトランプに同情しつつも投票はしないという一方、ジョー・バイデンも「戦争屋」と批判して、だれにも投票しないと語った。
親プーチン、親ロシア的態度を示しており、2014年ウクライナ騒乱を題材とした、ストーンが行ったインタビューで構成されている『ウクライナ・オン・ファイヤー』は「ロシアのプロパガンダ」とウクライナ、西側で批判された。ストーンがプーチンに対して行ったインタビュー『オリバー・ストーン オン プーチン』は、「あまりにプーチン寄り」「プーチン氏への質問というより、（プーチンに対するストーンの）オマージュ」と批判された。
1967年にベトナム戦争に志願し、翌1968年に除隊した後、メキシコで麻薬におぼれ、ヘロイン所持で逮捕されたが父親に保釈金2500ドルを出してもらって釈放してもらった。1999年にマリファナ所持で逮捕、2005年にもマリファナ所持と飲酒運転で再び逮捕されている。2008年には自身の映画を撮影中に自身のスタッフ三人と俳優二人が喧嘩して逮捕されている。
『ウルトラマンガイア』に注目し「是非ともハリウッドで映画化させてほしい」とFAXを送ったことがある。
2017年に複数の女性からセクハラを告発された。その1人がドラマ「大草原の小さな家」のローラ役で知られるメリッサ・ギルバート。彼女がストーンの映画『ドアーズ』のオーディションを受けに行ったとき、ストーンは1つシーンを書き加えたという。彼女に四つ這いになり「ベイビー、私をやって」と屈辱的なセリフを言うように指示したそう。メリッサは過去にストーンと会ったことがあり、そのときみんなの前で彼に恥をかかせるようなことがあったという。メリッサはこのオーディションがその報復だと主張している。ストーンはオーディション内容については否定していないが「オーディションの場を安全かつクリエイティブにするための対応策はとっている」とセクハラは否定している。

## 主な作品

### 監督
- 邪悪の女王（英語版）邪悪の女王 Seizure（1974） - 兼脚本
- キラーハンド The Hand（1981） - 兼脚本
- サルバドル/遥かなる日々 Salvador（1986） - 兼製作、脚本
- プラトーン Platoon（1986） - 兼脚本
- ウォール街 Wall Street（1987） - 兼脚本
- トーク・レディオ Talk Radio（1988） - 兼脚本
- 7月4日に生まれて Born on the Fourth of July（1989） - 兼製作、脚本
- ドアーズ The Doors（1991） - 兼脚本
- JFK JFK（1991） - 兼脚本
- 天と地 Heaven & Earth（1993） - 兼製作、脚本
- ナチュラル・ボーン・キラーズ Natural Born Killers（1994） - 兼脚本
- ニクソン Nixon（1995） - 兼製作、脚本
- Uターン U Turn（1997）
- エニイ・ギブン・サンデー Any Given Sunday（1999） - 兼製作総指揮、脚本
- Persona Non Grata（2003） - ドキュメンタリー映画、日本未公開
- コマンダンテ Comandante（2003） - ドキュメンタリー映画、兼製作、インタビュアーとして出演
- Looking for Fidel（2004） - ドキュメンタリー映画、日本未公開
- アレキサンダー Alexander（2004） - 兼製作、脚本
- ワールド・トレード・センターWorld Trade Center（2006） - 兼製作
- ブッシュ W.（2008） - 兼製作
- South of Border.（2009） - ドキュメンタリー映画、日本未公開
- ウォール・ストリート Wall Street: Money Never Sleeps（2010）
- 野蛮なやつら/SAVAGES Savages（2012） - 兼脚本
- Castro in Winter（2012） - ドキュメンタリー映画、日本未公開
- Mi amigo Hugo（2014） - ドキュメンタリー映画、日本未公開
- スノーデン Snowden（2016） - 兼脚本（キーラン・フィッツジェラルドと共同脚本）[16]
- JFK/新証言 知られざる陰謀【劇場版】 JFK Revisited: Through the Looking Glass（2021） - ドキュメンタリー映画、インタビュアーとして出演
- 未来への警鐘 原発を問うNuclear Now（2022） - ドキュメンタリー映画[17]

### テレビ
- オリバー・ストーンが語る もうひとつのアメリカ史 The Untold History of the United States（2012、Showtime）ドキュメンタリー番組、兼製作、脚本
- オリバー・ストーン オン プーチン The Putin Interviews（2017、Showtime）ドキュメンタリー番組、兼製作、脚本

### 製作・製作総指揮
- ブルースチール Blue Steel（1990）
- 運命の逆転 Reversal of Fortune（1990）
- アイアン・メイズ/ピッツバーグの幻想 Iron Maze（1991）
- サウス・セントラル South Central（1992）
- Zebrahead（1992）日本未公開
- ジョイ・ラック・クラブ The Joy Luck Club（1993）
- ニュー・エイジ The New Age（1994）
- KILLER/第一級殺人 Killer: A Journal of Murder（1995）
- 連鎖犯罪/逃げられない女（新DVD邦題：フリーウェイ） Freeway（1996）
- ラリー・フリント The People vs. Larry Flynt（1996）
- コールド・ハート Cold Around The Heart（1997）
- セイヴィア Savior（1998）
- NYPD15分署 The Corruptor（1999）
- すべての政府は嘘をつく All Governments Lie: Truth, Deception, and the Spirit of I.F. Stone（2016）
- ウクライナ・オン・ファイヤー Ukraine on Fire（2016）
- Revealing Ukraine（2019）日本未公開

テレビ
- ワイルド・パームス 第1章～第3章 Wild Palms（1993）テレビドラマ
- 誘導尋問 Indictment: The McMartin Trial（1995）テレビ映画
- レーガン/大統領暗殺未遂事件 The Day Reagan Was Shot  (2001)　テレビ映画

### 脚本
- ミッドナイト・エクスプレス Midnight Express（1978）
- コナン・ザ・グレート Conan the Barbarian（1982）
- スカーフェイス Scarface（1983）
- イヤー・オブ・ザ・ドラゴン Year of the Dragon（1985）
- 800万の死にざま 8 Million Ways to Die（1986）
- エビータ Evita（1996）

### 自作への出演
- 『キラーハンド』 バム役
- 『プラトーン』 爆死する司令官役
- 『ウォール街』 トレーダー役
- 『7月4日に生まれて』 レポーター役
- 『ドアーズ』 UCLAの教授
- 『ニクソン』 ナレーター
- 『エニイ・ギブン・サンデー』 タグ

他にも俳優としての出演作が有る。『JFK』以降「政府の陰謀」というと引き合いに出されるようになり、『メン・イン・ブラック2』でも陰謀に関連付けられビデオ店の等身大パネルで顔を見せている。また『デーヴ』では自らオリバー・ストーンを演じ、陰謀説を唱えてラリー・キングに窘められるというパロディもこなした。

## 著作
- 『オリバー・ストーンが語る もうひとつのアメリカ史: 1 二つの世界大戦と原爆投下』 2013年、早川書房、ISBN 4152093676
- 『オリバー・ストーンが語る もうひとつのアメリカ史: 2 ケネディと世界存亡の危機』 2013年、早川書房、ISBN 4152093722
- 『オリバー・ストーンが語る もうひとつのアメリカ史: 3 帝国の緩やかな黄昏』 2013年、早川書房、ISBN 415209379X

## 関連文献
- The first chapter of A Child's Night Dream by Oliver Stone at the New York Times site.
- オリバー・ストーンが中南米の政治変動に取り組んだ新作『国境の南』 動画　日本語字幕付　（デモクラシーナウ！ジャパン　2010.06.21）
- オリバー・ストーンの「語られざる米国史」前篇 動画　日本語字幕付　（デモクラシーナウ！ジャパン　2012.11.16）
- オリバー・ストーンの「語られざる米国史」後篇 動画　日本語字幕付　（デモクラシーナウ！ジャパン　2012.11.26）